# حزان

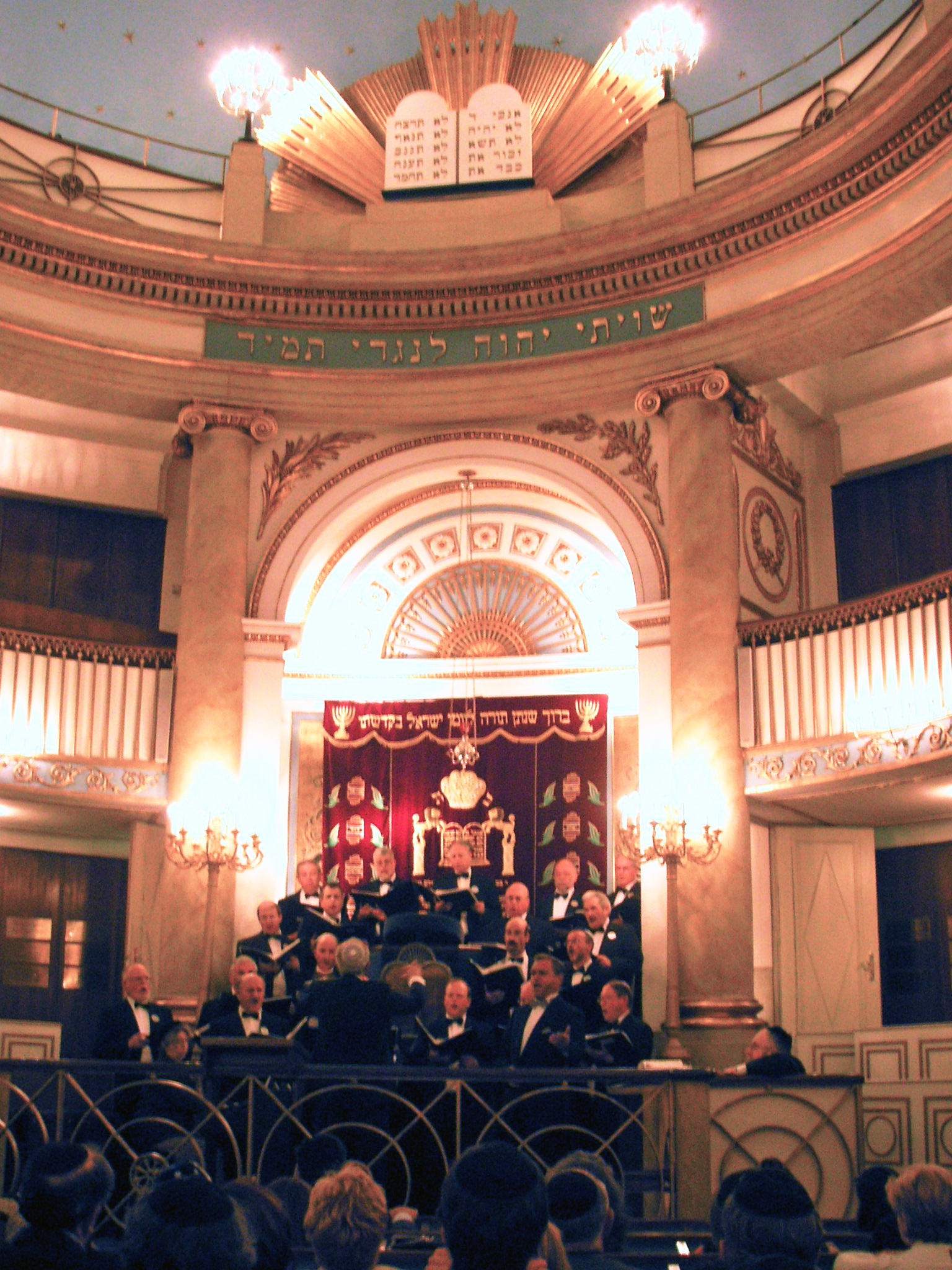
حفلة كانتور في كنيس شتادتمبل في فيينا

الحزّان ((بالعبرية: חַזָּן); يديشية khazn; إسبانية يهودية hassan) هو موسيقي يهودي أو شخص متدرب في الفنون الصوتية يساعد في قيادة المصلين في صلاة الترانيم. في اللغة الإنجليزية، غالبًا ما يُشار إلى قائد الصلاة هذا على أنه قائد جوقة الترتيل، وهو مصطلح يستخدم أيضًا في المسيحية.

## شليا تزيبور وتطور الحزان
يُطلق على الشخص الذي يقود المصلين في الصلوات العامة اسم شليا تزيبور (العبرية: שׁליח ציבּור) والتي تعني بالعبرية مبعوث المصلين. يقصر القانون اليهودي هذا الدور على اليهود البالغين؛ أما بين اليهود الأرثوذكس فيقتصر هذا الدور على الذكور. من الناحية النظرية، يمكن لأي شخص عادي أن يكون شليا تزيبور؛ حيث يخدم العديد من اليهود الذين يحضرون الكنيس في هذا الدور بين الحين والآخر، خاصة في أيام الأسبوع أو عند وجود ياراتزيت.
يفضل وجود شخص لديه نطق عبري جيد. عمليًا، في المعابد اليهودية التي لا يوجد بها حزان رسمي، غالبًا ما يخدم أصحاب الصوت الأفضل والأكثر معرفة بالصلاة.

## حزان شني
لقب حزّان شني (شني تعني ثاني)، وهو لقب يطلق في حالتين:
- حزّان يلعب هذا الدور عندما لا يتولى الحزان الرئيسي مهام منصبه.
- حزّان يقف أو يقود مراسيم مختلفة، كما هو الحال عندما يقود الحزان الرئيسي الموساف وهي الصلاة الرئيسية، ويقود الحزان الشيني شاشاريت وهي صلاة الصبح اليهودية.

## روابط خارجية
- الموسوعة اليهودية: حزان